# Saison 1 de True Detective
Vous lisez un « article de qualité » labellisé en 2021.
Chronologie
Saison 2
La première saison de True Detective, une anthologie américaine de séries policières créée par Nic Pizzolatto, est diffusée le 12 janvier 2014 sur la chaîne câblée HBO. La distribution principale est composée de Matthew McConaughey, Woody Harrelson, Michelle Monaghan, Michael Potts et Tory Kittles. La saison comporte huit épisodes et sa première diffusion s'est terminée le 9 mars 2014. En tant qu'anthologie, chaque saison de True Detective a sa propre histoire, qui suit un ensemble disparate de personnages dans différents contextes.
Construite comme un récit non linéaire, la première saison se concentre sur les détectives de la Louisiana State Police, Rustin « Rust » Cohle (McConaughey) et Martin « Marty » Hart (Harrelson), qui enquêtent sur le meurtre de la prostituée Dora Lange en 1995. Dix-sept ans plus tard, ils doivent réexaminer l'enquête, ainsi que plusieurs autres crimes non résolus. Pendant ce temps, l'infidélité de Hart menace son mariage avec Maggie (Monaghan), et Cohle lutte pour faire face à son passé trouble. La première saison de True Detective explore les thèmes du pessimisme philosophique, de la masculinité et du christianisme ; les critiques analysent la représentation des femmes dans la série, son style rappelant la politique des auteurs et l'influence des bandes dessinées et des fictions d'horreur bizarres sur son récit.
Au départ, Pizzolatto conçoit True Detective comme un roman, mais il estime que l'histoire est plus adaptée à la télévision. Les épisodes, réalisés par Cary Joji Fukunaga, sont filmés en Louisiane sur une période de trois mois. La série reçoit des critiques positives et est citée comme l'une des meilleures séries de 2014. Elle est candidate à de nombreux prix, dont une nomination aux Primetime Emmy Awards pour la meilleure série dramatique et un Golden Globe Award pour la meilleure mini-série ou téléfilm, et a remporté plusieurs autres distinctions pour son écriture, sa cinématographie, sa réalisation et son interprétation.

## Synopsis

Image issue du générique de la saison 1.

Louisiane, 1995 : deux inspecteurs de la Louisiana State Police, Rust Cohle et Martin Hart, sont chargés de résoudre le meurtre d'une jeune femme coiffée de bois de cerfs et tatouée de dessins sataniques. Dix-sept ans plus tard, alors qu'ils ont quitté la police, ils sont contactés par deux autres inspecteurs quand un meurtre similaire est commis.

## Distribution

### Principaux et récurrents

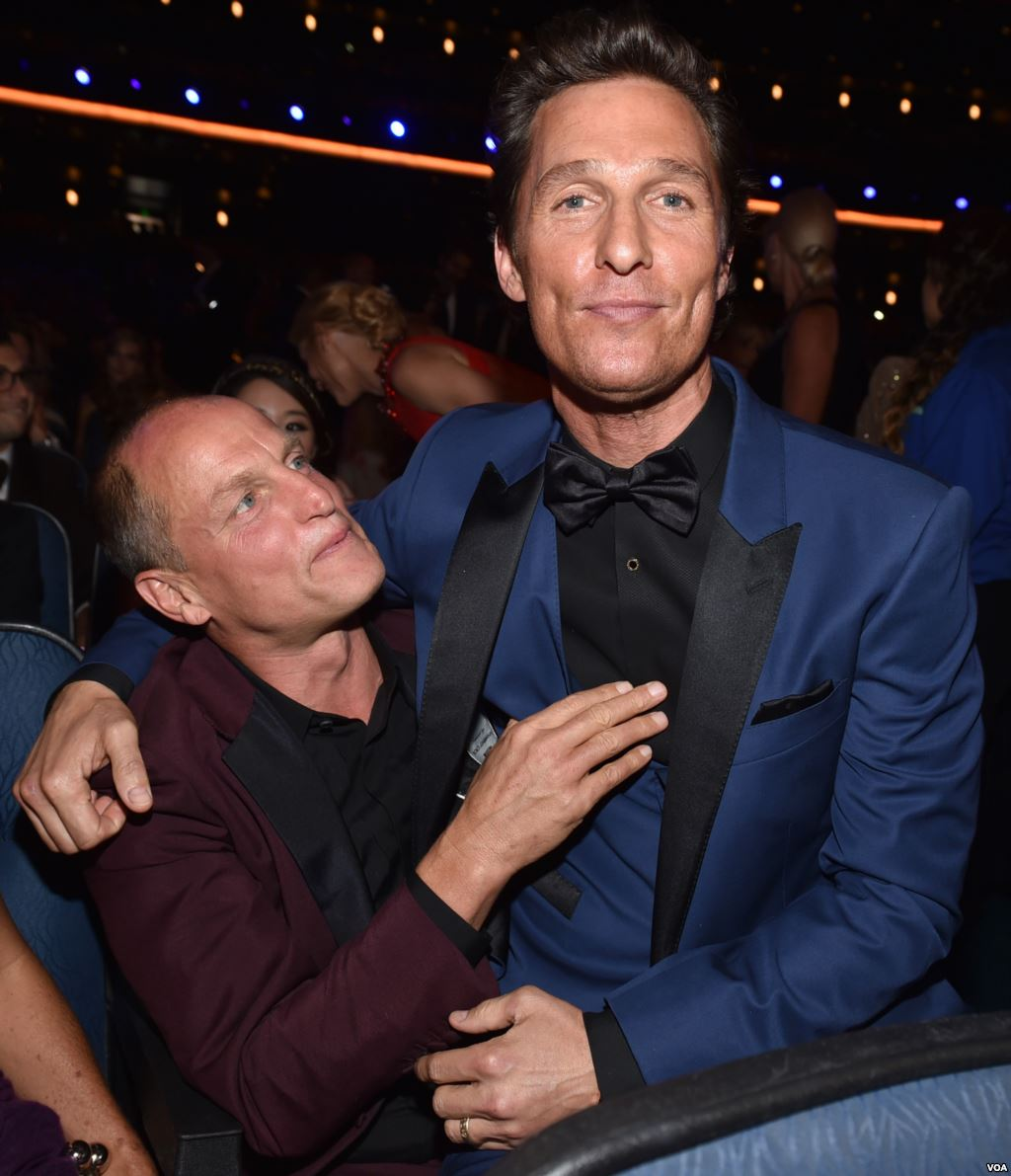
Woody Harrelson (à gauche) et Matthew McConaughey (à droite) incarnent les personnages principaux de la saison.

| Principaux - Matthew McConaughey (VF : Bruno Choël) : Rust Cohle - Woody Harrelson (VF : Emmanuel Jacomy) : Martin Hart - Michelle Monaghan (VF : Ingrid Donnadieu) : Maggie Hart - Michael Potts (VF : Julien Kramer) : Maynard Gilbough - Tory Kittles (VF : Anatole de Bodinat) : Thomas Papania | Récurrents - J. D. Evermore : l'inspecteur Lutz (6 épisodes) - Dana Gourrier : Cathleen (6 épisodes) - Madison Wolfe : Audrey Hart (6 épisodes) - Kevin Dunn (VF : Jacques Bouanich) : Major Ken Quesada (5 épisodes) - Joe Chrest : Inspecteur Demma (5 épisodes) - Dane Rhodes (VF : Jean-Luc Atlan) : Inspecteur Favre (5 épisodes) - Alexandra Daddario (VF : Ludivine Maffren) : Lisa Tragnetti (4 épisodes) - Meghan Wolfe : Maisie Hart jeune (4 épisodes) - Tony Molina Jr. : Un inspecteur (4 épisodes) |

### Autres
- Alyshia Ochse : Lucy (épisodes 1 et 2)
- Ron Clinton Smith : Shérif Tate (épisodes 1 et 2)
- Brad Carter (VF : Emmanuel Karsen) : Charlie Lange (épisodes 1 et 4)
- Don Yesso : Commandant Speece (épisodes 1, 5 et 6)
- Christopher Berry : Danny Fontenot (épisodes 1 et 5)
- Jay O. Sanders : Billy Lee Tuttle (épisodes 1 et 6)
- Michael J. Harney (VF : Patrick Borg) : Steve Geraci (épisodes 1, 7 et 8)
- Clarke Peters : Le pasteur (épisode 1)
- Jackson Beals : Inspecteur Mark Daughtry (épisodes 2, 4 et 5)
- Jim Klock (VF : Benoît DuPac) : Ted Bertrand (épisodes 2, 4 et 5)
- Garrett Kruithof : Inspecteur Jimmy Dufrene (épisodes 2, 4 et 5)
- Lili Simmons : Beth (épisodes 2 et 6)
- Amy Brassette (VF : Pascale Chemin) : Carla Gwartney (épisode 2)
- Charles Halford (VF : Antoine Fleury) : Reggie Ledoux (épisodes 3 et 5)
- Shea Whigham : Joel Theriot (épisodes 3 et 6)
- Glenn Fleshler : Errol (épisodes 3, 7 et 8)
- Robert Beitzel (VF : Nathanel Alimi) : Chris Louvière (épisode 3)
- Joseph Sikora : Ginger (épisodes 4 et 5)
- Laura Cayouette (VF : Pascale Chemin) : Theresa Weems (épisode 4)
- Joshua Leonard (VF : Jean-Luc Atlan) : Mitch (épisode 4)
- Elizabeth Reaser : Laurie Spencer (épisode 5)
- Erin Moriarty : Audrey Hart (épisodes 5, 6 et 8)
- Brighton Sharbino : Macie Hart (épisodes 5 et 6)
- Paul Ben-Victor (VF : Patrick Floersheim) : Major Leroy Salter (épisode 6)
- Johnny McPhail : Robert Doumain (épisodes 7 et 8)

## Production

### Conception
Avant de créer True Detective, Nic Pizzolatto enseigne à l'Université de Caroline du Nord à Chapel Hill, à l'Université DePauw et à l'Université de Chicago. Inspiré par les séries Sur écoute, Les Soprano et Deadwood de HBO, il commence à travailler sur un recueil de nouvelles qu'il publie en 2006 sous le titre Between Here and the Yellow Sea,. Il publie un roman, Galveston, en 2010, et commence à essayer d'écrire pour la télévision. Ses premières tentatives échouent cependant par manque d'argent. Pizzolatto décroche son premier grand contrat dans l'écriture pour la télévision en 2011, en tant que scénariste de la série The Killing d'AMC. Il attribue à cette série le mérite de lui avoir donné un aperçu des rouages de l'industrie télévisuelle. Pizzolatto est cependant de plus en plus insatisfait de la direction créative de la série et quitte son poste deux semaines après le début des séances d'écriture pour sa deuxième saison.
True Detective est d'abord destiné à devenir un roman, mais, une fois que le projet prend forme, Pizzolatto pense que les changements d'époque et de perspective qu'il a appliqués au récit le rendent plus adaptés à la télévision,. Il tente cependant de faire adapter Galveston et, de mai à juillet 2010, il développe six scénarios, dont une première ébauche de 90 pages du scénario pilote de True Detective,. Peu de temps après, Pizzolatto obtient un contrat de développement avec HBO pour une éventuelle série pilote. Il écrit un deuxième scénario pour True Detective peu après son départ de The Killing grâce au soutien de la société de production Anonymous Content et de son directeur, qui produisent et développent finalement le projet en interne,. En avril 2012, après une période d'appel d'offres très compliquée, HBO commande huit épisodes de True Detective et fixe un budget de 4 à 4,5 millions de dollars par épisode,. Pizzolatto n'engage pas d'équipe d'écriture car il pense alors qu'une approche collaborative ne fonctionnerait pas avec son processus isolé et romanesque, et qu'un groupe n'atteindrait pas le résultat souhaité. Après avoir travaillé seul pendant environ trois mois, sa copie finale du scénario du projet compte 500 pages,.

### Choix des interprètes et de l'équipe de tournage

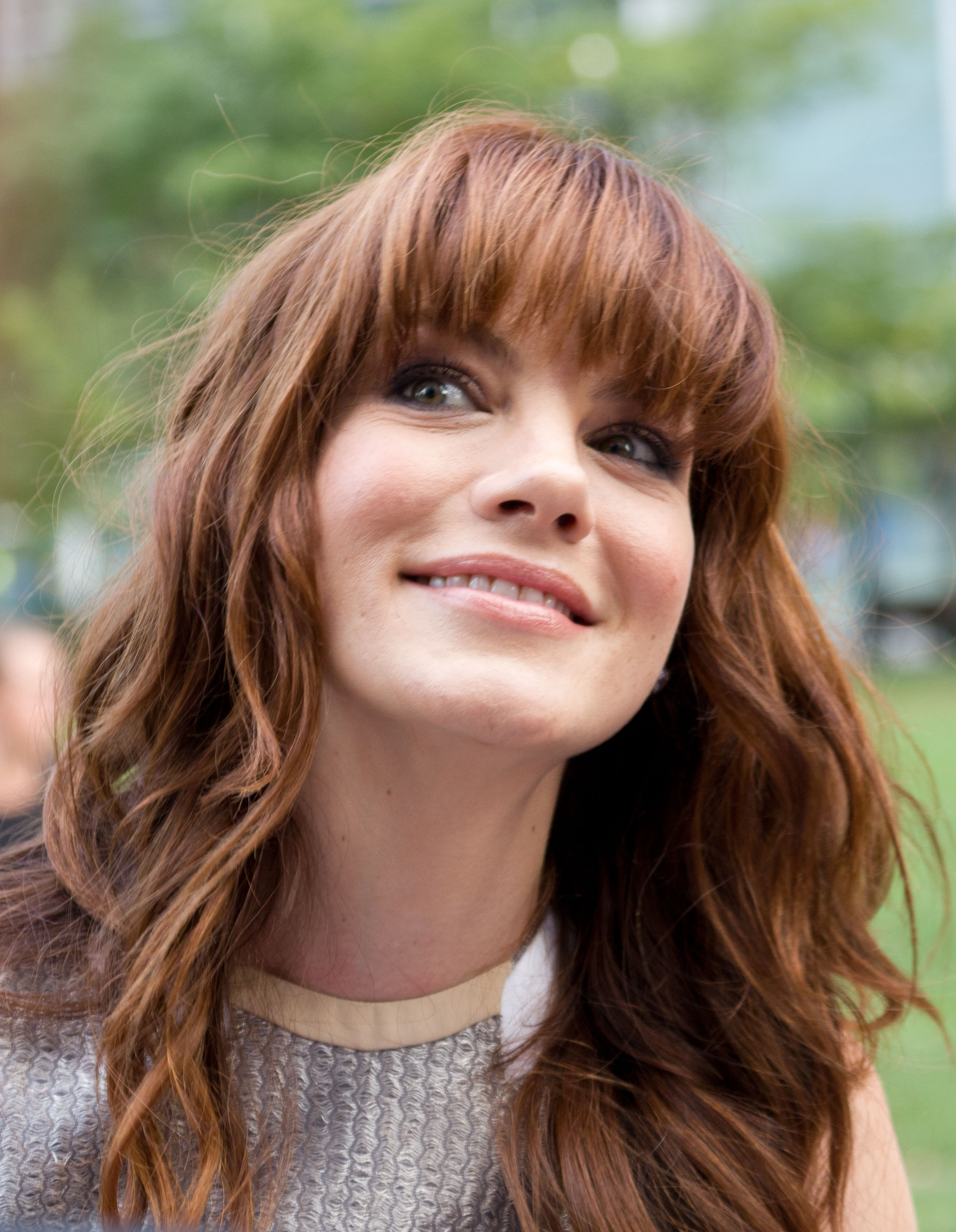
Michelle Monaghan incarne Maggie Hart, la femme du personnage joué par Woody Harrelson.

Comme la série est une anthologie, chaque saison a un récit autonome, suivant un ensemble disparate de personnages dans des décors variés. Pizzolatto commence à envisager les rôles principaux alors qu'il présente la série aux réseaux début 2012. Le format d'anthologie de True Detective exige que les acteurs s'engagent pour une seule saison, ce qui permet à Pizzolatto d'attirer des stars du cinéma qui évitent normalement les séries télévisées en raison de leur emploi du temps chargé. Woody Harrelson et Matthew McConaughey sont parmi les acteurs que Pizzolatto envisage de mettre en vedette. McConaughey, qui vient de terminer le tournage de Killer Joe (2011), est engagé bien avant que HBO ne commande la saison. Impressionné par sa prestation dans La Défense Lincoln (2011), Pizzolatto l'engage d'abord pour jouer Hart, mais McConaughey le convainc de lui confier le rôle de Cohle. Interrogé dans une interview par Variety sur sa décision d'échanger les rôles, l'acteur a répondu : « Je voulais entrer dans la tête de ce type. L'obsession, l'île d'un homme — je suis toujours à la recherche d'un type qui monologue. C'est quelque chose de très important car j'ai l'impression de me lancer dans mon meilleur travail »,. Pour se préparer au rôle, McConaughey crée une analyse de 450 pages — les « Quatre étapes de Rustin Cohle » — pour étudier l'évolution de son personnage au cours de la saison.
Harrelson est le second choix de casting important de la saison, amené à jouer Hart à la demande de McConaughey,. Harrelson a déclaré qu'il avait rejoint True Detective en partie parce qu'il voulait travailler avec certaines personnes impliquées dans le projet, avec lesquelles il avait déjà collaboré dans le film Game Change de HBO en 2012. Michelle Monaghan accepte de jouer le rôle principal féminin de la saison, Maggie, parce qu'elle se sent attirée par la direction de l'intrigue et l'arc de l'histoire de son personnage. Michael Potts et Tory Kittles complètent la distribution principale, jouant respectivement les détectives Maynard Gilbough et Thomas Papania. Les principaux seconds rôles de la première saison de True Detective sont Kevin Dunn dans le rôle du major Ken Quesada, Alexandra Daddario dans celui de Lisa Tragnetti et Brad Carter dans celui de Charlie Lange.
Pizzolatto limite sa recherche d'un réalisateur approprié à Cary Joji Fukunaga, qu'il connait par le biais d'Anonymous Content, et à Alejandro González Iñárritu. La participation de Fukunaga est officialisée après qu'Iñárritu se soit retiré du projet en raison d'engagements cinématographiques,. Pour préparer son travail sur la série, Fukunaga passe du temps avec un détective de la division des enquêtes criminelles de la police de l'État de Louisiane afin d'élaborer une représentation précise du travail d'un détective des années 1990. Fukunaga recrute Adam Arkapaw comme directeur de la photographie, ayant travaillé sur Top of the Lake, Animal Kingdom (2010) et Les Crimes de Snowtown (2011). Alex DiGerlando, avec qui Fukunaga a déjà travaillé sur Glory at Sea de Benh Zeitlin en 2008, est nommé décorateur de la production. Fukunaga a déclaré dans une interview : « Je savais ce qu'Alex avait accompli dans les marécages de Louisiane et, avec un peu d'argent, combien il pouvait être encore plus impressionnant en construisant des décors qui ne seraient utilisés que pendant un ou deux jours et seraient à nouveau abandonnés »,.

### Tournage
Au départ, la première saison de True Detective doit être tournée en Arkansas, mais Pizzolatto choisit finalement de tourner en Louisiane pour profiter des avantages fiscaux de l'État et du paysage particulier de la région : « Il y a une nature contradictoire dans ce lieu et une sorte de sinistre qualité en dessous de tout… tout vit sous des couches de dissimulation. Les bois sont épais, sombres et impénétrables. D'un autre côté, vous avez la beauté de tout cela de loin »,,. Le tournage principal dure trois mois (entre 100 et 110 jours), de janvier à juin 2013,. Le personnel de production construit divers éléments de décor, dont une chapelle brûlée, la tente de Joel Theriot et les bureaux de la Louisiana State Criminal Investigations Division, le dernier étant situé dans un entrepôt d'ampoules abandonné près d'Elmwood, dans la paroisse de Jefferson. Pour la scène de crime de Dora Lange, l'équipe filme des plans extérieurs d'un champ de canne à sucre éloigné d'Erath qui, parce qu'il est partiellement brûlé, inspire ce que DiGerlando appelle une toile de fond « lunatique et atmosphérique » pour les scènes intérieures correspondantes. La scène dans laquelle Cohle, prenant Ginger en otage, s'échappe d'un complexe d'habitations au milieu de tirs, est filmée à Westwego en un plan-séquence en travelling de six minutes, une technique que Fukunaga a déjà employée dans Sin nombre (2009) et Jane Eyre (2011). Tournée en sept prises, la préparation de la scène est longue et exigeante : McConaughey s'entraîne avec Mark Norby pour maîtriser le style de combat de son personnage, et la nature du tournage nécessite la présence d'une équipe de coordinateurs de cascades, de maquilleurs et d'équipes d'effets spéciaux pendant toute la durée du tournage,,. Le tournage s'est également déroulé sur l'ancien campus de la Kenner High School et à Fort Macomb, un fort du XIXe siècle situé en périphérie de la Nouvelle-Orléans,.
Le calendrier de tournage n'est pas organisé par épisodes, ce qui rend la gestion de la logistique beaucoup plus difficile. Toute la saison est tournée avec du film 35 mm, que le personnel de production choisit afin d'obtenir une certaine texture, ainsi qu'une qualité « nostalgique »,. La saison est filmée avec une caméra Panavision Millennium XL2, et le choix de l'objectif correspond tout le temps à la période à laquelle une scène est censée se dérouler. Les scènes de 1995 et 2002 sont filmées avec des objectifs Panavision PVintage, qui produisent une image plus douce parce qu'ils sont faits de verre recyclé à faible contraste. Comme ces scènes représentent la mémoire de Cohle et Hart, la production cherche à les rendre aussi cinématographiques que possible, reflétant ce qu'Arkapaw appelle « la fragmentation de leur imagination lucide à travers leur passé ». Pour y parvenir, ils s'appuient sur des lentilles plus larges pour exagérer la composition. Les scènes de 2012 sont tournées avec des lentilles Panavision Primo : la palette visuelle est alors plus nette et beaucoup plus contrastée, donnant aux images une « sensation de modernité et de netteté » et, selon Arkapaw, retirant « les personnages de leur environnement pour, espérons-le, aider le public à entrer dans leur tête ».

### Conception artistique
Joshua Walsh est responsable de la création des œuvres d'art vues dans True Detective. Son travail consiste, entre autres, à créer plus de 100 « nids du diable » — des sculptures de brindilles créées par le tueur — ainsi que des peintures murales et des sculptures miniatures d'hommes faites de canettes de bière. Selon DiGerlando, les intérêts de Walsh pour la chasse et la taxidermie font de lui « le mec parfait pour ce travail ». Le scénario ne prévoit pas de plan pour les nids du diable, à part des spécifications selon lesquelles les structures doivent pouvoir se tenir debout seules et comporter un motif en spirale. DiGerlando et Walsh optent alors pour un trépied avec une base en spirale et qui contient des éléments de croisement en forme d'échelle symbolisant le désir du tueur de s'élever vers un plan spirituel sombre. DiGerlando a cité les travaux de Henry Darger et de James Charles Castle comme étant de fortes influences stylistiques, et a cherché à donner aux sculptures un aspect primitif, révélant le fonctionnement d'un homme ayant « un profond désir intérieur de s'exprimer ». Pour refléter cela, Walsh construit des nids du diable en utilisant de la boue, des vêtements d'occasion pour enfants, des roseaux, des racines et d'autres matériaux qu'il pense que le tueur utiliserait.
La séquence titre de la saison est le fruit d'une collaboration entre le réalisateur Patrick Clair, son studio Elastic basé à Santa Monica, son studio Antibody basé à Sydney et la société Breeder basée à Brisbane,. L'équipe de conception a mis l'accent sur le paysage industriel du sud de la Louisiane car il reflète les traits de caractère et les luttes personnelles et intérieures des personnages. Clair a déclaré que dès le début, il avait une vision « exceptionnellement claire » de la séquence d'ouverture de True Detective. En utilisant le livre de photographie de Richard Misrach Petrochemical America (2012) comme modèle, l'équipe de production photographie d'abord le paysage local, et les images résultantes sont tissées ensemble pour former le noyau de la séquence titre. Au moment où la production commence à animer, ils doivent faire face à plusieurs problèmes : les images fixes sont trop granuleuses et les séquences filmées sont trop irrégulières. En conséquence, de nombreux plans doivent être modifiés numériquement et ralentis à environ un dixième de leur vitesse initiale, ce qui, selon Clair, « a évoqué une ambiance surréaliste et flottante qui a parfaitement saisi ce que nous recherchions ».
Pour créer un effet 3D, l'équipe de conception doit utiliser un assortiment de maillages à faible polarité, ou modèles géométriques 3D. En utilisant diverses techniques d'animation et d'effets spéciaux, ces images sont ensuite superposées « avec un soin minutieux » pour éviter un aspect stérile et numérisé. Clair a déclaré : « La chose la plus importante pour moi était que cela ne semblait pas numérique, alors nous nous sommes donné beaucoup de mal pour incorporer autant d'images organiques que possible »,.

### Musique
Le thème d'ouverture de la première saison est Far from Any Road, une chanson country alternative composée en 2003 par The Handsome Family pour leur album Singing Bones. La bande-son de True Detective comprend une compilation de gospel et de blues, qui sont sélectionnés par Pizzolatto et T-Bone Burnett. Le duo s'est opposé à l'utilisation de musique cadienne et de swamp blues car ils estiment que cela ne serait pas original. Burnett a déclaré que la bande-son se veut axée sur les personnages, plutôt qu'inspirée par d'autres œuvres de fiction policière. Des chansons de Bo Diddley, Melvins, Primus, The Staple Singers, Grinderman, Wu-Tang Clan, Vashti Bunyan, Townes Van Zandt, Juice Newton et Captain Beefheart apparaissent au cours de la saison,. Burnett a également composé des morceaux originaux avec Rhiannon Giddens et Cassandra Wilson. HBO a publié une partie de la bande-son sous forme d'album comprenant 14 titres des deux premières saisons de True Detective le 14 août 2015, en CD et sur iTunes.

## Accueil

### Audiences
La saison une de True Detective fait ses débuts devant 2,3 millions de téléspectateurs américains, devenant ainsi l'épisode pilote de HBO le plus vu depuis Boardwalk Empire. L'audience reste stable et atteint un pic lors du final, qui attire 3,5 millions de téléspectateurs. Dans l'ensemble, la saison 1 obtient une moyenne de 2,33 millions de téléspectateurs par épisode, et son audience brute moyenne (qui comprend les enregistrements DVR, les rediffusions et la diffusion en continu sur HBO Go) s'est élevée à 11,9 millions de téléspectateurs par épisode, devenant ainsi la première saison de série la plus vue de HBO depuis la première saison de Six Feet Under, 13 ans plus tôt,,.

### Accueil critique
« True Detective, qui arrive après ce qui est sans doute la meilleure année pour les drames depuis au moins cinq ans… met un point d'exclamation sur le sujet de la qualité excessive ».
La presse américaine considère True Detective comme l'une des meilleures émissions de télévision de 2014. De nombreuses critiques complimentent la prestation des deux acteurs principaux, en particulier Matthew McConaughey, son travail étant décrit comme « stupéfiant » et « simplement magnétique »,,,,,,,. Certains critiques ont désigné les scènes de conversation, souvent dans des intérieurs clos, comme étant parmi les meilleures interprétations de la série,,. L'écriture des personnages a cependant reçu des critiques mitigées : les discours de Cohle, décrits par le HuffPost comme des « monologues envoûtants » et par Vanity Fair comme denses et intéressants, sont critiqués par le New York Post qui les qualifie comme « un baratin psychotique des années 70 » qui ralentit l'histoire,,. Plusieurs critiques considèrent les représentations des femmes comme stéréotypées — soit en colère soit excitées —, bien que Michelle Monaghan soit louée pour sa performance dans un « rôle ingrat »,.
Nic Pizzolatto et Cary Joji Fukunaga, en tant qu'uniques auteur et réalisateur de la série entière, ont pu exercer un contrôle beaucoup plus fort sur la série que ce qui est habituel pour une série télévisée, ce qui a permis à la série de prendre des risques : le rythme, les dialogues et la cinématographie se sont tous écartés par moments des attentes d'un feuilleton télévisé,. Les scénarios de Pizzolatto sont parfois critiqués comme étant « consciemment littéraires » et sur-écrits, et plusieurs journalistes attribuent les erreurs du scénario à l'inexpérience de Pizzolatto dans l'écriture de drames télévisés,,,. Malgré les critiques, The Daily Telegraph et Uproxx décrivent la saison comme « ambitieuse » et « dense d'événements et de sens »,. La structure en flashback divise également les critiques : elle est décrite comme « impressionnante de fluidité » et « un atout majeur », mais l'approche fragmentée du récit est considérée comme un défaut par d'autres,,,. Uproxx fait l'éloge de la cinématographie atmosphérique et « d'une beauté obsédante » de Fukunaga, et The Boston Globe complimente la bande-son « dépouillée, intense et percutante », Uproxx attribuant la qualité du résultat au contrôle créatif exercé par les deux hommes,.
L'histoire de deux détectives mal assortis travaillant sur une affaire est décrite par plusieurs critiques comme un cliché, bien que de nombreux critiques estiment que cela est une force de la série : The Daily Beast, par exemple, décrit le récit comme ayant « le potentiel d'être révolutionnaire », et le critique de Grantland estime que « la forme est vraiment radicale et avant-gardiste »,,. Emily Nussbaum, écrivant pour The New Yorker, s'est également montrée critique, considérant que la véritable histoire est « un récit plus simple : un récit sur les contours héroïques des hommes et les gros plans des culs des femmes » ; elle décrit les monologues philosophiques comme « des discussions de dortoir » et affirme que la saison est « tombée dans son propre discours de vente ». D'autres critiques sont plus positives : les commentaires vont d'une « nervosité et d'une rage effrayantes dans la présentation et l'intention de la série comme le premier David Lynch », à « l'une des séries les plus fascinantes et les plus provocantes que j'aie jamais vues »,.

### Distinctions
À l'approche des nominations pour la 66e cérémonie des Primetime Emmy Awards, les médias citent True Detective parmi plusieurs candidats potentiels aux catégories dédiées aux mini-séries, en raison d'une révision faite par l'Academy of Television Arts and Sciences qui reconnaît les films et les mini-séries comme des catégories distinctes. En mars 2014, HBO soumet True Detective comme candidat en tant que série dramatique, une décision peu conventionnelle étant donné le format d'anthologie de la série et la concurrence féroce de Breaking Bad et House of Cards,,,. La décision de HBO est critiquée par le président de FX, John Landgraf, qui le fait remarquer aux journalistes lors d'un événement de presse : « Mon point de vue personnel est qu'une mini-série est une histoire qui se termine, une série est une histoire qui continue. Pour vous dire la vérité, je pense qu'il est en fait injuste pour HBO de mettre True Detective dans la catégorie des séries dramatiques parce que tout simplement, vous pouvez faire faire à certains acteurs une série [série à une seule saison] — à la Billy Bob Thornton dans Fargo ou Matthew McConaughey et Woody Harrelson dans True Detective —, alors que vous ne pouvez pas les faire signer pour un contrat de sept ans [série ordinaire] »,. Néanmoins, True Detective s'impose comme l'une des séries les plus populaires à l'approche de la saison des Primetime Emmy, et, en juillet 2014, elle est nommée pour douze prix ; son plus proche rival, Breaking Bad, reçoit seize nominations. Lors de la cérémonie, True Detective reçoit cinq Emmy : Meilleure réalisation (Fukunaga), Meilleur casting, Meilleure conception du titre principal, Meilleur maquillage et Meilleure photographie.
True Detective est candidat à divers prix, dont la plupart récompensent la réalisation, la cinématographie, l'écriture et l'interprétation. La série reçoit quatre nominations pour la 72e cérémonie des Golden Globes, dont celle pour la meilleure mini-série ou le meilleur téléfilm, et un Television Critics Association Awards dans la catégorie Émission de l'année,. Parmi les récompenses obtenues par la série figurent un British Academy Television Award (BAFTA) pour le meilleur programme international, un Writers Guild of America Award dans la catégorie des séries dramatiques, et un Critics' Choice Television Award pour le meilleur acteur d'une série dramatique (McConaughey),,.

## Liste des épisodes

### Épisode 1:La Longue Obscurité lumineuse
- États-Unis : 12 janvier 2014  sur HBO[75]
- France : 
  - 13 janvier 2014 sur OCS City[76] (en VOSTFr)
  - 7 juin 2014 sur OCS City[77] (en VF)
- Québec : 6 mai 2014 sur Super Écran[78],[79]
- Belgique : 1er juin 2014 sur Be Séries[80]
- Suisse : 2 juin 2014 sur RTS Un[81]

- États-Unis : 2,33 millions de téléspectateurs[82] (première diffusion)

Paroisse de Vermilion, Louisiane, 3 janvier 1995. Les inspecteurs Martin « Marty » Hart (Woody Harrelson) et Rustin « Rust » Cohle (Matthew McConaughey) enquêtent sur le meurtre d'une prostituée, Dora Lange, 28 ans. Son cadavre est retrouvé en position de prière, sa tête couronnée de bois de cerf, et son corps entouré de treillis de brindilles ressemblant à des pièges à oiseaux Cadiens. Hart et Cohle se penchent sur le cas d'une enfant de cinq ans, Marie Fontenot, portée disparue. Au même moment, un autre enfant prétend avoir été poursuivi dans les bois par un « monstre spaghetti aux oreilles vertes ». Sur l'insistance de sa femme Maggie (Michelle Monaghan), Hart invite Cohle à dîner, mais il est furieux quand Cohle arrive ivre. En suivant la disparition de Fontenot, ils découvrent un autre treillis de brindilles.

### Épisode 2:Visions
- États-Unis : 19 janvier 2014  sur HBO
- France : 
  - 20 janvier 2014 sur OCS City (en VOSTFr)
  - 7 juin 2014 sur OCS City[77] (en VF)
- Québec : 13 mai 2014 sur Super Écran[79]
- Belgique : 1er juin 2014 sur Be Séries[80]
- Suisse : 2 juin 2014 sur RTS Un[81]

- États-Unis : 1,67 million de téléspectateurs[85] (première diffusion)

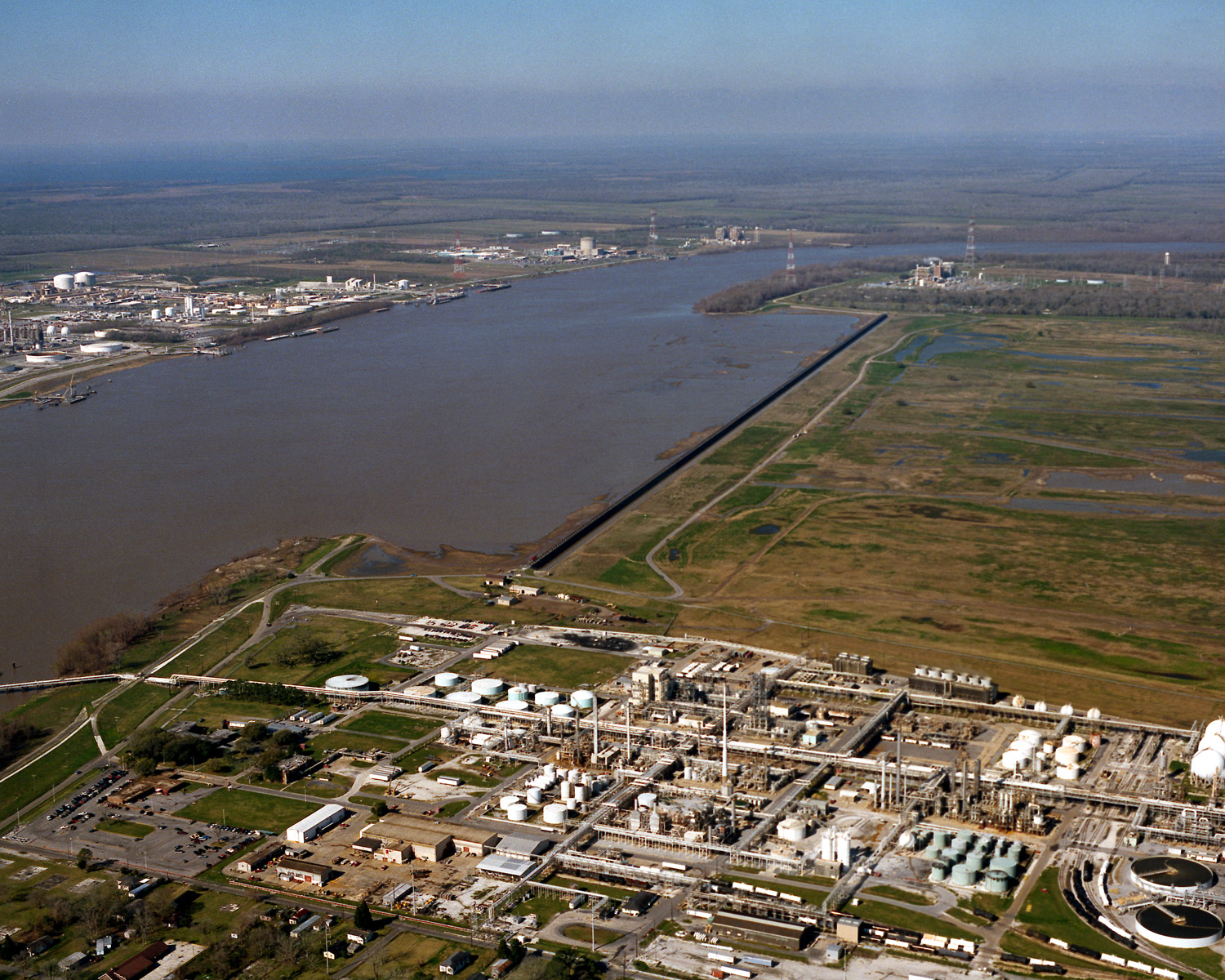
L'église incendiée a été construite pour la série près du déversoir de Bonnet Carré.

1995. L'animosité entre Cohle et Hart s'enflamme après que Cohle ait soupçonné Hart de tromper Maggie. Le révérend Billy Lee Tuttle (Jay O. Sanders), célèbre évangéliste et cousin du gouverneur, préconise la création d'un département policier qui se concentrerait sur les « crimes anti-chrétiens », dont le meurtre de Lange. L'enquête de Hart et Cohle les conduit dans un ranch isolé abritant des jeunes filles en fugue qui y travaillent comme prostituées. Ils y trouvent le journal de Lange, qui contient des références répétées à « Carcosa » et à un « Roi jaune », au ranch. Dans l'épave d'une église incendiée que Lange fréquentait, ils trouvent une peinture murale représentant une figure humaine portant des bois de cerf.

### Épisode 3:La Chambre forte
- États-Unis : 26 janvier 2014 sur HBO
- France : 
  - 27 janvier 2014 sur OCS City (en VOSTFr)
  - 14 juin 2014 sur OCS City[77] (en VF)
- Québec : 20 mai 2014 sur Super Écran[79]
- Belgique : 1er juin 2014 sur Be Séries[80]
- Suisse : 9 juin 2014 sur RTS Un[81]

- États-Unis : 1,93 million de téléspectateurs[87] (première diffusion)

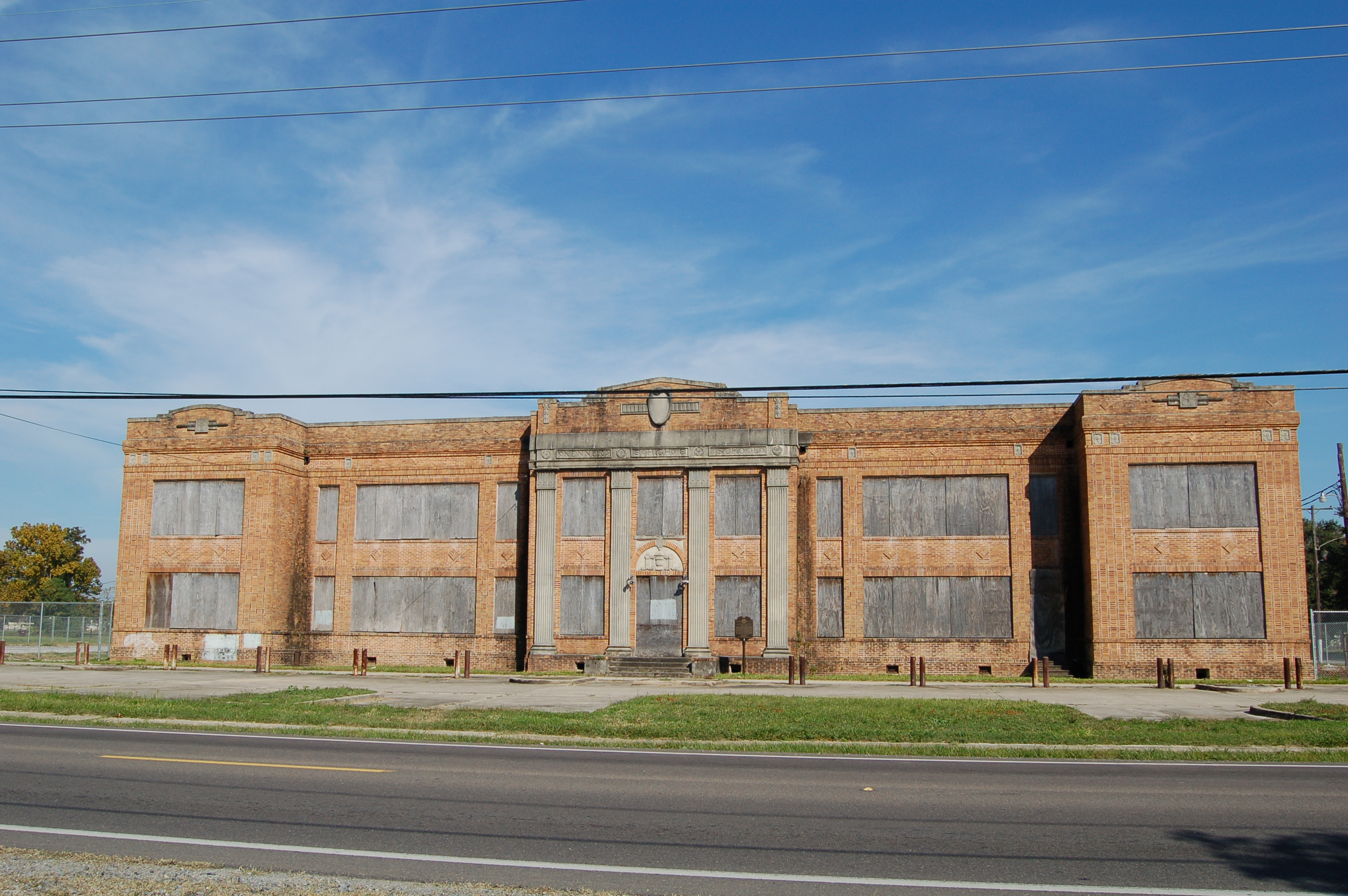
L'ancienne high school de Kenner sert de décor pour l'académie Light of the Way.

1995. Hart et Cohle, après avoir parlé avec le pasteur Joel Theriot (Shea Whigham), apprennent que Lange a parfois été vue à l'église avec un homme de grande taille portant des cicatrices faciales caractéristiques. Leur enquête se poursuit malgré les pressions exercées pour que l'affaire soit confiée au nouveau département de Tuttle. Hart devient fou de jalousie lorsqu'il découvre sa maîtresse Lisa (Alexandra Daddario) avec un autre homme. Tout en faisant des recherches sur d'anciennes enquêtes, Cohle identifie des symboles similaires à l'affaire Lange dans la mort de Rianne Olivier, qui a été classée comme accidentelle. Hart et Cohle visitent l'Académie Light of the Way, une école religieuse dirigée par Tuttle que fréquentait Olivier, mais la trouvent abandonnée, à part un gardien sur une tondeuse à gazon autoportée, que Cohle interroge. Ils découvrent que le petit ami d'Olivier, Reggie Ledoux (Charles Halford), est un ancien détenu qui était le compagnon de cellule de l'ex-mari de Dora Lange, Charlie, et qu'il a enfreint les termes de sa libération conditionnelle. Les inspecteurs lancent un avis de recherche sur Reggie Ledoux.

### Épisode 4:Qui est là?
- États-Unis : 9 février 2014 sur HBO
- France : 
  - 10 février 2014 sur OCS City (en VOSTFr)
  - 14 juin 2014 sur OCS City[77] (en VF)
- Québec : 27 mai 2014 sur Super Écran[79]
- Belgique : 1er juin 2014 sur Be Séries[80]
- Suisse : 9 juin 2014 sur RTS Un[81]

- États-Unis : 1,99 million de téléspectateurs[89] (première diffusion)

En 1995, Charlie Lange (Brad Carter) dit avoir montré des photos de Dora à Ledoux. Hart traque un associé de Ledoux et le force à révéler l'opération de méthamphétamine de Ledoux avec les Iron Crusaders, un gang de motards de l'est du Texas. Cohle, qui avait été membre du gang sous couverture, prend un congé personnel pour l'infiltrer, disant qu'il doit rendre visite à son père mourant. Lisa révèle la liaison à Maggie, qui quitte la maison avec leurs filles. Hart confronte Maggie sur son lieu de travail ; Cohle le sort d'une impasse avec les agents de sécurité. Le contact de Cohle dans les Iron Crusaders, Ginger (Joseph Sikora), lui promet l'accès au stock de méthamphétamine du gang en échange de l'aide de Cohle (que le gang appelle « Crash ») pour voler un gang rival. Le vol se déroule mal, avec des morts des deux côtés et un chaos grandissant dans le quartier du gang rival. Cohle est obligé de faire prisonnier Ginger et de s'échapper dans la voiture de Hart.

### Épisode 5:Le Destin secret de toute vie
- États-Unis : 16 février 2014 sur HBO
- France : 
  - 17 février 2014 sur OCS City (en VOSTFr)
  - 21 juin 2014 sur OCS City[77] (en VF)
- Belgique : 1er juin 2014 sur Be Séries[80]
- Québec : 3 juin 2014 sur Super Écran[79]
- Suisse : 16 juin 2014 sur RTS Un[81]

- États-Unis : 2,25 millions de téléspectateurs[91] (première diffusion)

En 1995, Ginger présente Cohle à DeWall Ledoux (Ólafur Darri Ólafsson), le cousin de Reggie et partenaire pour la cuisine de méthamphétamine. DeWall refuse de faire des affaires avec Cohle, mais le conduit involontairement, lui et Hart, vers un laboratoire de méthamphétamine caché dans le bayou. Là, Hart appréhende Reggie Ledoux, qui fait des déclarations cryptiques sur « Carcosa ». Hart tue Reggie dans un accès de rage après avoir découvert dans l'enceinte deux enfants, un garçon et une fille, kidnappés et victimes d'abus sexuels. DeWall s'enfuit mais meurt après avoir déclenché un piège. Hart et Cohle sèment des fausses preuves pour faire croire qu'une fusillade intense a eu lieu, un scénario qu'ils relatent lors d'une enquête de police. Ils sont salués comme des héros au poste de police et dans la presse, et ils reçoivent des éloges et des promotions.
En 2002, Hart et Maggie se sont réconciliés et Cohle a une nouvelle amie. Alors que Cohle est consultant lors d'un interrogatoire de police, le prisonnier demande une négociation de peine en échange d'informations sur l'assassin de Dora Lange, qu'il décrit comme étant en fuite et tuant toujours. Il mentionne le « Roi jaune », ce qui attire l'attention de Cohle. Le prisonnier se tue dans sa cellule avant que Cohle ne puisse enquêter sur ses allégations. Cohle retourne à l'académie Light of the Way, où il trouve des dizaines de sculptures de brindilles et des images sombres sur les murs.

### Épisode 6:Maisons hantées
- États-Unis : 23 février 2014 sur HBO
- France : 
  - 24 février 2014 sur OCS City (en VOSTFr)
  - 21 juin 2014 sur OCS City[77] (en VF)
- Belgique : 1er juin 2014 sur Be Séries[80]
- Québec : 10 juin 2014 sur Super Écran[79]
- Suisse : 16 juin 2014 sur RTS Un[81]

- États-Unis : 2,64 millions de téléspectateurs[93] (première diffusion)

En 2002, Cohle fait le lien entre une série de personnes disparues et des écoles financées par Tuttle. Un ancien pasteur des ministères de Tuttle prétend que ce dernier a couvert des abus sur des enfants. La victime survivante de Ledoux, maintenant internée en institution avec une catatonie régressive, parle à Cohle d'un troisième agresseur — un homme géant avec des cicatrices — et commence à crier quand Cohle la questionne à propos du visage de l'homme. Tuttle se plaint au service de police à la suite d'une rencontre tendue avec Cohle, qui est sommé de cesser son enquête et suspendu de ses fonctions. Hart entame une liaison avec Beth (Lili Simmons), une ancienne prostituée mineure qu'il a interrogée en 1995 alors qu'il travaillait sur l'affaire Lange. Après que Maggie a découvert cette nouvelle liaison, elle séduit Cohle alors qu'il est ivre et couche avec lui. Après qu'elle en a parlé à Hart, Cohle et lui se disputent sur le parking du poste de police. Cohle quitte les forces de police immédiatement après la bagarre.

### Épisode 7:Après ton départ
- États-Unis : 2 mars 2014 sur HBO
- France : 
  - 3 mars 2014 sur OCS City (en VOSTFr)
  - 28 juin 2014 sur OCS City[77] (en VF)
- Belgique : 1er juin 2014 sur Be Séries[80]
- Québec : 17 juin 2014 sur Super Écran[79]
- Suisse : 23 juin 2014 sur RTS Un[81]

- États-Unis : 2,34 millions de téléspectateurs[95] (première diffusion)

### Épisode 8:Forme et Vide

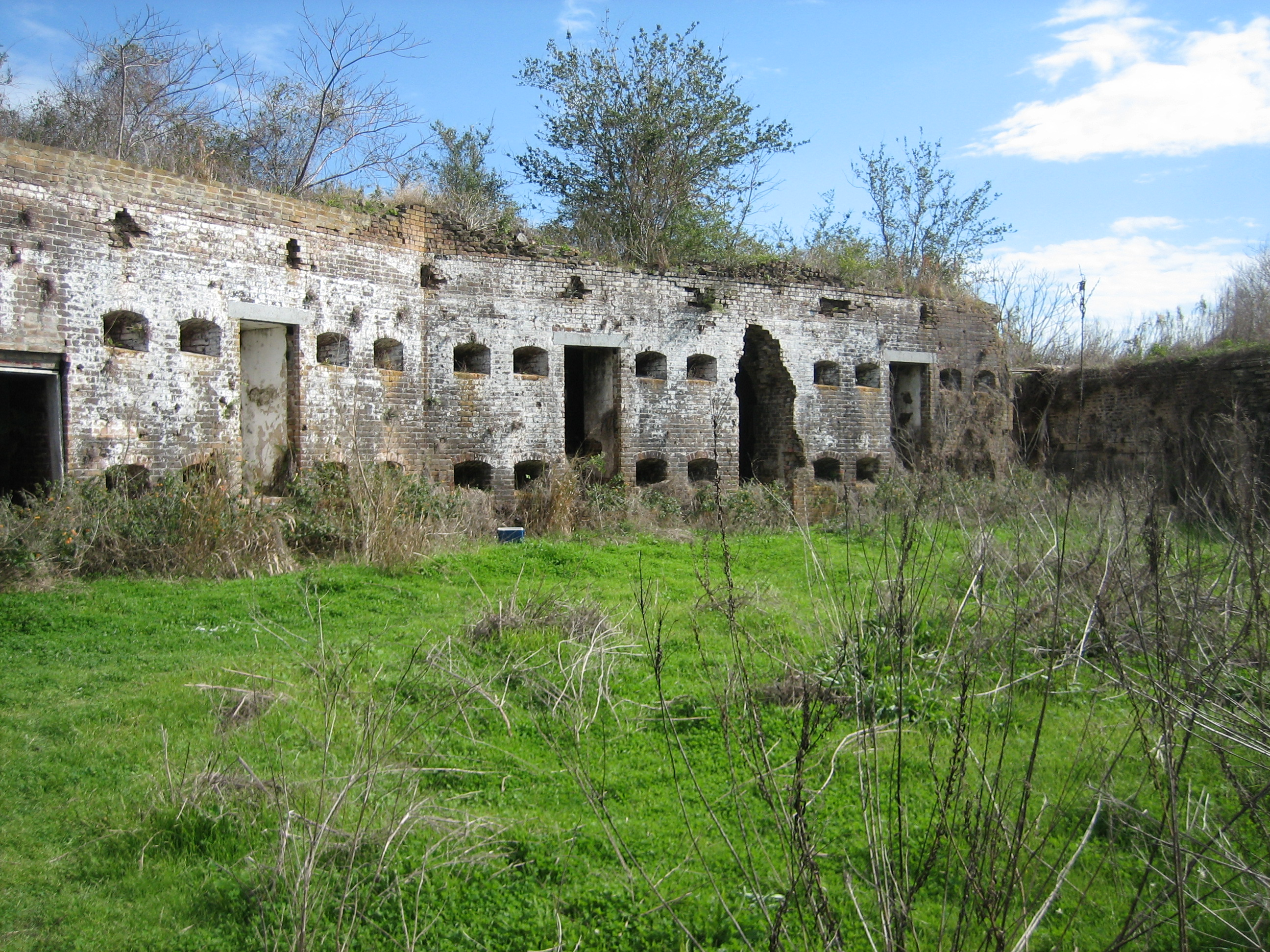
Le Fort Macomb, utilisé comme « Carcosa » dans le dernier épisode de la saison.

- États-Unis : 9 mars 2014 sur HBO[97]
- France : 
  - 10 mars 2014 sur OCS City (en VOSTFr)
  - 28 juin 2014 sur OCS City[77] (en VF)
- Belgique : 1er juin 2014 sur Be Séries[80]
- Suisse : 23 juin 2014 sur RTS Un[81]
- Québec : 24 juin 2014 sur Super Écran[79]

- États-Unis : 3,52 millions de téléspectateurs[98] (première diffusion)

## Thèmes et analyse

### Masculinité et représentation de la femme
Certains observateurs ont noté la masculinité comme thème principal de la première saison de True Detective. Christopher Lirette, du journal Southern Spaces, a déclaré que cette série portait sur « des hommes vivant dans un monde fortement masculin » et que les femmes y étaient décrites comme « des personnes à sauver ou des obstacles érotiques », comme dans les films Assurance sur la mort (1944) et Chinatown (1974). Willa Paskin, journaliste à Slate, a déclaré que la représentation des personnages féminins dans True Detective — en tant que prostituées, défuntes ou « femme hystérique » — semble révéler une intention de refléter la « vision limitée du monde de ces protagonistes et la culture très masculine de la police du Sud des États-Unis dans laquelle ils évoluent »,. Certains voient le personnage de Hart comme la manifestation évidente de cette idée, notamment à travers sa vision conventionnelle des femmes — soit vierges, soit prostituées —, ou par la manière dont il traite les personnages de Maggie et d'Audrey,,. Quand Hart confronte les deux hommes qui ont eu des rapports sexuels avec Audrey, il leur fait payer leur manque de respect envers la fille qu'il voit, confusément, comme une personne qu'il doit à la fois protéger et contrôler.
Dans son article pour Salon.com, Janet Turley déclare que les femmes « deviennent le reflet des hommes » étant donné que l'univers de True Detective est vu au travers de la perception des protagonistes. Sam Adams de Indiewire soutient que l'histoire de la série est sur « les choses horribles que les hommes font aux femmes », dont la plupart ne sont jamais rapportées aux autorités ou ne font pas l'objet d'une enquête. Il déclare également que le rôle des personnages féminins est beaucoup plus profond car Cohle souffre à cause de son ex-femme et de la mort de sa fille, et Hart est « incapable de traiter de manière appropriée les femmes qui sont encore dans sa vie »,. Selon Scott Wilson, chargé de cours en études culturelles à l'université Kingston, les femmes sont catégorisées comme « les superégoïques, les obscènes et les sacrées »,. Maggie, selon l'interprétation de Wilson, est dépeinte comme l'épouse superégoïque qui « exige trop de son coupable mari ou partenaire, ce qui les détourne de leur rôle de policiers »,.
La philosophe Erin K. Stapleton souscrit à la théorie selon laquelle le cadavre de Dora Lange sert de « base et de direction selon lesquelles les relations de True detective sont formées »,. C'est au travers du cadavre de Dora que l'équipe que forme Cohle et Hart est clairement articulée et, en plus de leurs liens propres, « la connaissance intime » de son corps est la base de toutes les autres relations dans leurs vies respectives,. Son récit influence donc, par procuration, le développement du caractère des deux protagonistes durant l'enquête.

### Religion
La saison 1 de True Detective explore le christianisme et la dichotomie entre la religion et la rationalité. Né dans une famille catholique pieuse, Pizzolatto raconte que, lorsqu'il était enfant, il voyait la religion comme une narration qui lui permettait « d'échapper à la réalité ». Selon Andrew Romano du The Daily Beast, la saison fait allusion à l'enfance de Pizzolatto et crée un parallèle entre le christianisme et la théologie surnaturelle de Carcosa : « Les deux sont des histoires […] que les gens se racontent pour échapper à la réalité. Des histoires qui « violent toutes les lois de l'univers » »,. Romano pense que ce message n'est pas une critique de la religion en soi, il l'explique plutôt comme montrant comment « le pouvoir de raconter des histoires » et le zèle religieux « peuvent vous enrôler dans des choses de dingue ». Jeff Jensen de Entertainment Weekly estime que la série devient plus consciente d'elle-même grâce aux critiques de Cohle sur la religion, que Jensen considère comme un moyen de commenter le lien entre la série et la culture populaire. Erin K. Strapleton remarque que les crimes commis dans True Detective — au travers des victimes, de l'implication de sacrifice et de la violence sexuelle — « répondent au christianisme conservateur dont ils sont issus, et cherchent à exploiter les opportunités pour le plaisir de la transgression qu'offre une telle structure »,.
La théoricienne Edia Connole voit un lien entre les personnages de Philip Marlowe dans Le Grand Sommeil et Lancelot du Lac dans Le Morte d'Arthur et la représentation de Cohle dans True Detective, les trois étant « des chevaliers dont le devoir envers leur seigneur est tempéré par leur dévotion à Dieu »,. D'autres aspects de True Detective évoquent l'imagerie chrétienne, y compris la scène d'ouverture, qui, selon Connole, refléterait la crucifixion de Jésus. L'auteur et philosophe Finn Janning soutien que l'évolution du personnage de Cohle illustre une affinité entre le Bouddhisme et le pessimisme philosophique. Pessimiste autoproclamé, Cohle change, cependant, par une expérience de mort imminente dans le final de la saison, dans lequel il a une épiphanie, voyant la mort comme un « amour pur » : cela fait écho au concept bouddhiste de rigpa.

### Pessimisme et influences

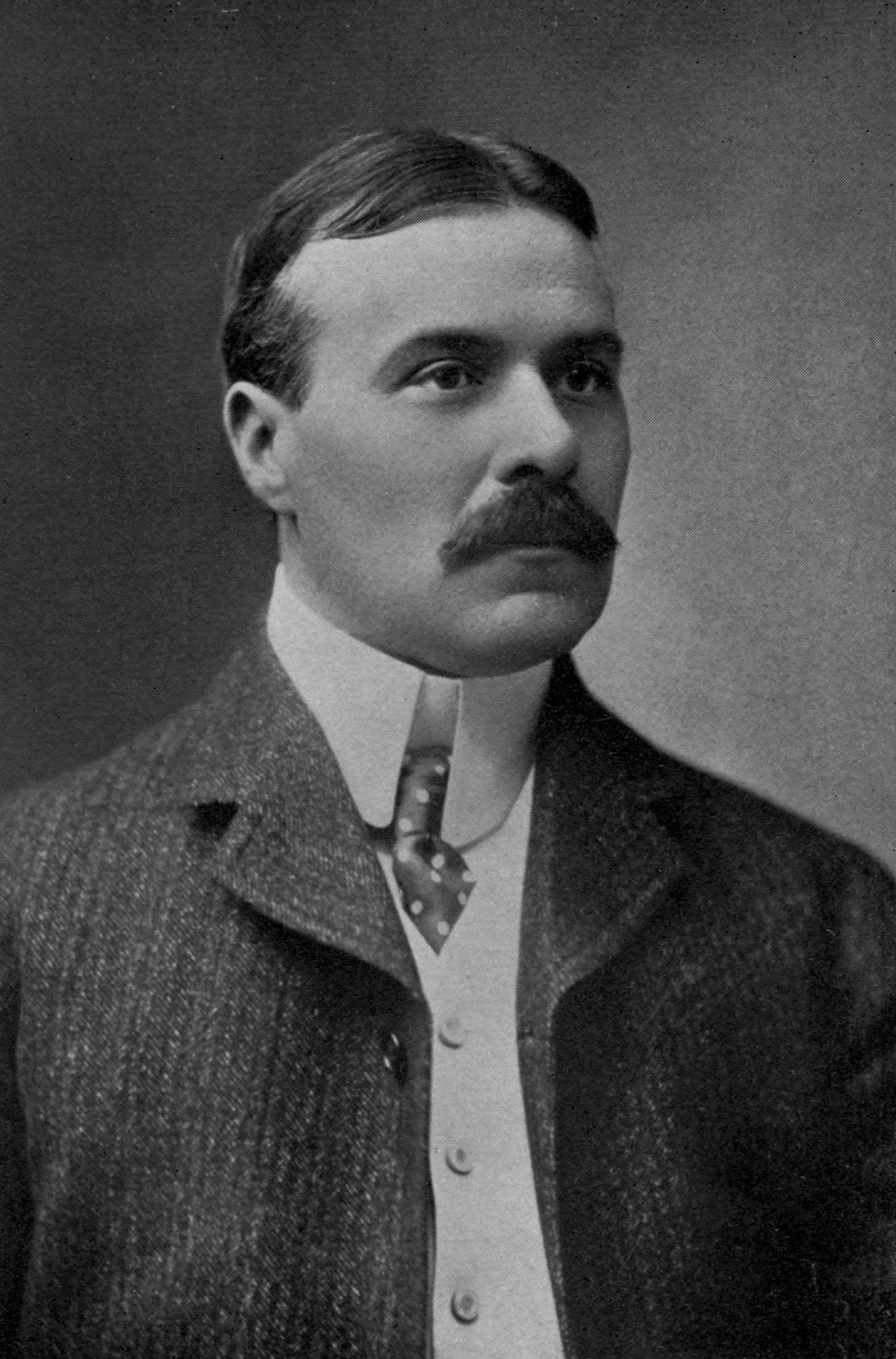
Pizzolatto a utilisé Le Roi en jaune de Robert W. Chambers (photo) comme colonne vertébrale pour une grande partie de l'histoire de la saison.

Les critiques ont offert de nombreuses lectures de l'influence de la fiction d'horreur sur le récit de la saison 1 de True Detective, examinant souvent l'influence du recueil de nouvelles de Robert W. Chambers, Le Roi en jaune (1895) et de l'œuvre de Thomas Ligotti. Des allusions au Roi en jaune peuvent être observées dans la philosophie sombre de la série, grâce à l'utilisation récurrente de Carcosa et du Roi en Jaune comme motifs tout au long de la série, et à l'utilisation du jaune comme signature thématique qui signifie la folie et la décadence,. Pizzolatto est même accusé d'avoir plagié Ligotti en raison de similitudes étroites entre les lignes du scénario de True Detective et le texte du livre non fictionnel de Ligotti, The Conspiracy Against the Human Race, sorti en 2010 — accusations niées par Pizzolatto, tout en reconnaissant l'influence de Ligotti.
D'autres philosophes et écrivains sont identifiés comme des références, tels que Arthur Schopenhauer, Friedrich Nietzsche, Gilles Deleuze, Ray Brassier, Emil Cioran et Eugene Thacker. Mathijs Peters, dans un article pour Film International, soutient que True Detective explore la philosophie schopenhauerienne à travers son approche de l'individualité, du renoncement à soi-même et de la bataille entre l'ombre et la lumière. Ben Woodard note l'évolution de la philosophie dans la série, qui étudie un cadre où la culture, la religion et la société sont la conséquence d'une faiblesse biologique. Woodard écrit : « La programmation biologique est récupérée et les visions, les croyances et les personnalités acerbes redistribuées socialement prennent les rênes de fins incertaines, créant un monde où « les gens partent » »,. Même le cadre, soutient Fintan Neylan, met l'accent sur un monde « où la décrépitude de l'ordre humain ne peut être cachée. […] Ce n'est pas un endroit où l'espoir a fui, c'est un endroit où l'espoir ne pourrait jamais prendre racine. C'est de la population et de ces environs que la véritable horreur provient »,. Neylan observe que les actions de Cohle ne sont pas motivées par sa misanthropie mais plutôt par une volonté de défier « ceux qui essaient de dissimuler ou de manipuler la fragilité des humains pour leur propre bénéfice ». Cohle affronte finalement « toute une histoire philosophique qui a pris son rôle comme celle de balayer la fragilité »,. Christopher Orr, de The Atlantic a déclaré que True Detective était « Fincherien dans le meilleur sens du terme », une fusion de Seven (1995) et Zodiac (2007), en raison de son sujet, d'une esthétique élégante et de son aura « vive et troublante »,.
Certains journalistes ont noté l'influence de la bande dessinée dans la série. Sam Adams compare Cohle au protagoniste de la bande dessinée The Courtyard d'Alan Moore et établit un parallèle avec Les Invisibles de Grant Morrison pour la brève exploration de la théorie M avec un des monologue de Cohle. Le chroniqueur de ComicsAlliance et de New York, Abraham Riesman, cite quant à lui Top 10 comme source d'inspiration pour le final de la série selon le dialogue de la scène de clôture,.

### Auteurisme

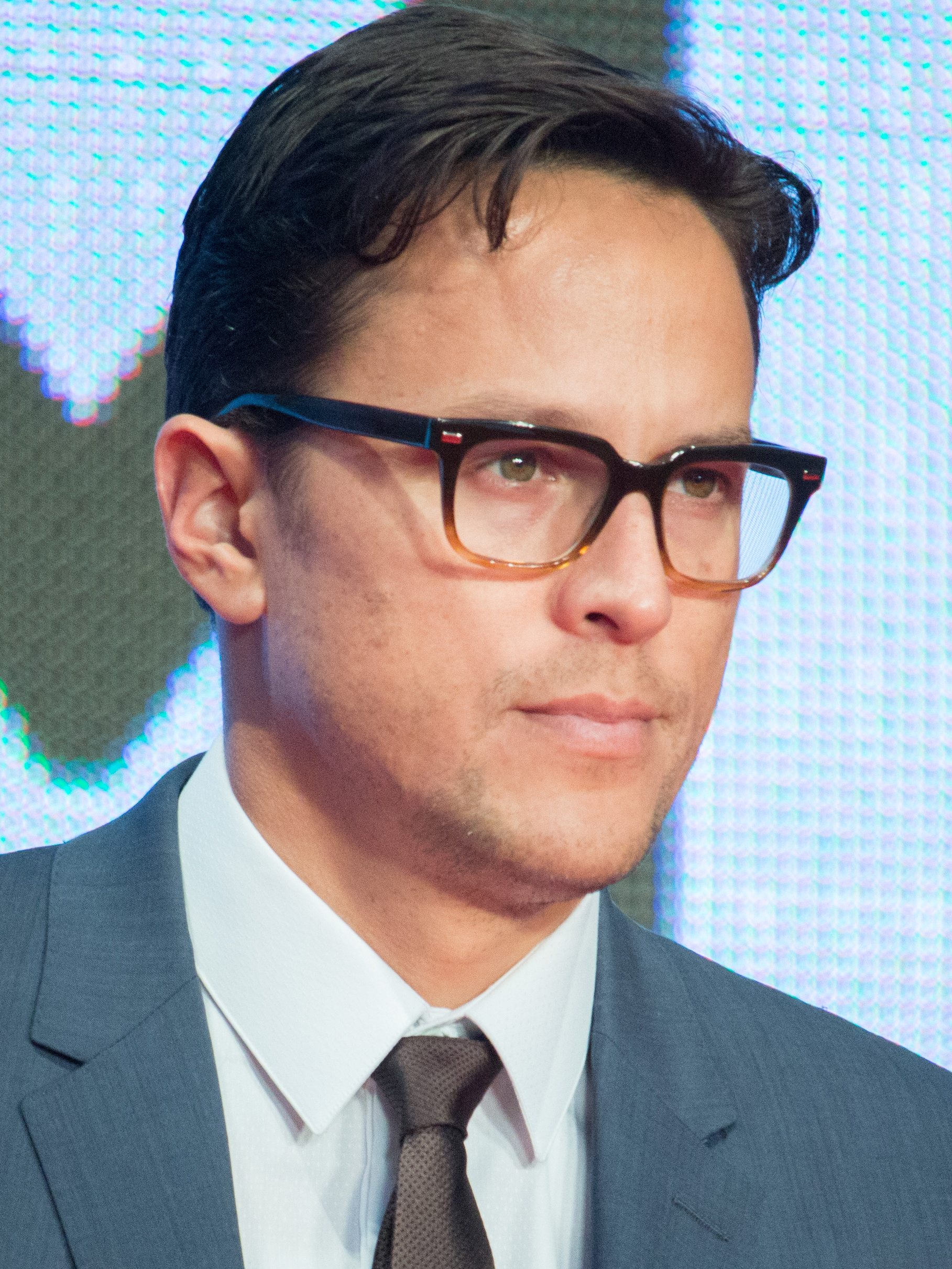
Cary Fukunaga (ici en 2015) réalise la première saison dans son intégralité avec Pizzolatto comme seul scénariste. Un tel arrangement est extrêmement rare dans la production télévisuelle et a suscité des lectures d'auteurisme.

Un autre sujet de discussion majeur parmi les critiques est le style de réalisation et d'écriture de True Detective, qui rappelle la politique des auteurs, un cadre critique dans lequel les films (ou autres œuvres d'art) sont évalués comme des reflets de la vision personnelle d'auteurs individuels, généralement le réalisateur ou le scénariste. La paternité d'une série télévisée est le plus souvent attribuée au show runner, généralement le créateur d'une série qui remplit un double rôle de scénariste en chef et de producteur délégué. Par exemple, le drame policier Twin Peaks est souvent interprété comme le produit des visions contrastées de ses co-créateurs, David Lynch et Mark Frost, qui ont chacun exercé divers degrés de direction au cours de ses deux premières saison et pour les suites ultérieures. Colin Robertson de The List considère Twin Peaks comme l'antécédent artistique le plus notable de la première saison de True Detective, voyant que les deux séries défient les clichés génériques des drames policiers et « utilisent les conventions de genre du roman policier comme un plongeoir sublimement subversif, et c'est à partir de là un saut pour raconter une histoire plus large »,.
Du point de vue de la politique des auteurs, la première saison de True Detective se distingue par sa dépendance à un seul scénariste et à un seul réalisateur ; non seulement Pizzolatto sert de show runner, mais lui et Fukunaga sont à la tête de chaque épisode en tant qu'uniques scénariste et réalisateur. Le partenariat d'un seul scénariste et d'un seul réalisateur est rare dans le milieu traditionnellement collaboratif de la production télévisuelle, car la plupart des séries impliquent une équipe de rédaction et un ensemble de plusieurs réalisateurs travaillant en tandem au cours d'une saison,. Scott Timberg du webzine Salon.com note que l'expérience d'écriture précédente de Pizzolatto n'est pas dans le cinéma ou la télévision mais dans la fiction littéraire, une « forme plus purement auteuriste » pour laquelle le contrôle créatif total par un auteur individuel est la norme.
Pour la deuxième saison, Fukunaga quitte la série et est remplacé par six réalisateurs pour huit épisodes, tandis que Pizzolatto conserve le rôle de scénariste. Ayant eu des critiques mitigées, la saison deux a incité les critiques à réévaluer la perspective « auteuriste » de la saison précédente. Un consensus critique soutient que, avec le recul, les critiques de la première saison ont surestimé l'étendue de la responsabilité créative individuelle de Pizzolatto,. Ryan Lattanzio pour Indiewire avance que la direction de Fukunaga de la première saison dans son intégralité a abouti à une vision cohérente qui contrebalance « la tendance de Pizzolatto à écraser et à faire du réchauffer ». Inversement, Brian Tallerico de RogerEbert.com reconnait l'opinion commune selon laquelle Fukunaga avait fourni un « équilibre » à « l'écrasement de Pizzolatto », mais soutient que « l'équilibre venait également » de Woody Harrelson et Matthew McConaughey jouant contre les stéréotypes avec des rôles sérieux, car les deux acteurs étaient alors « largement connus comme étant des « mecs décontractés », jouant souvent dans des comédies plutôt que des drames ».

## Sortie en DVD et Blu-ray
Le 10 juin 2014, HBO Home Entertainment publie la première saison de True Detective en format DVD et disque Blu-ray. En plus des huit épisodes, les deux formats contiennent du contenu bonus, notamment des interviews de McConaughey et Harrelson, Pizzolatto et du compositeur Burnett sur le développement de la série, des documentaires Inside the Episode, deux commentaires audio et des scènes supprimées du montage final.